# Rustamidzi
Rustamidzi – imamowie i władcy środkowego Maghrebu w VIII – X wieku będący ibadytami. Ostatecznie ich państwo zostało zniszczone przez Fatymidów w 909 roku.

## Imamowie rustamidzcy
1. Abd ar-Rahman ibn Rustam ibn Bahram (776 – 784)
2. Abd al-Wahhab ibn Abd ar-Rahman (784 – 832)
3. Aflah ibn Abd al-Wahhab (832 – 871)
4. Abu Bakr ibn Aflah (871)
5. Muhammad Abul-Jaqzan ibn Aflah (871 – 894)
6. Jusuf Abu Hatim ibn Muhammad Abil-Jaqzan (894 – 897)
7. Ja'qub ibn Aflah (897 – 901)
8. Jusuf Abu Hatim ibn Muhammad Abil-Jaqzan, (901 -906) (powtórnie)
9. Jaqzan ibn Muhammad Abil-Jaqzan (906 – 909)